# Michael Gateley
Michael Anthony Gateley (13 czerwca 1904 w Delhi, zm. ?) – indyjski hokeista na trawie. Złoty medalista olimpijski z Amsterdamu.
Zawody w 1928 były jego jedynymi igrzyskami olimpijskimi. W turnieju wystąpił w trzech spotkaniach strzelając dwa gole.